# Заласентгрот
Заласентгрот (угор. Zalaszentgrót) — місто в західній Угорщині, на північному сході медьє Зала. Населення Заласентгроту за даними на 2001 рік — 7881 чол.

## Географія і транспорт
Заласентгрот розташований за 20 кілометрів на північний схід від столиці медьє — Залаеґерсеґ та за 25 кілометрів на північний захід від Кестхея. За 7 кілометрів на північ від міста проходить шосе Залаеґерсеґ — Шюмег і залізнична траса Залаегерсег — Укк, від якої в Заласентгрот йде тупикова гілка.

## Історія
На місці сучасного Заласентгроту знаходилося римське поселення з укріпленою фортецею, що стала згодом основою для средньовічного замку. Ім'я міста сходить до святого Геллерта Угорського (угор. Szent Gellért або угор. Szent Grót), одного з покровителів Угорщини. Замок був зруйнований в ході турецької окупації в XVII столітті, проте після вигнання турків був перебудований в стилі ренесанс і належав могутній сім'ї Баттяні. Як і в багатьох містах медьє Зала, у Заласентгроті були відкриті джерела термальних вод, однак вони менш популярні для відпочинку, ніж джерела Хевізу і Залакарошу.

## Міста-побратими
- Гермерсхайм, Німеччина

## Цікаві
- Палац Баттяні. Побудований на місці старого міського замку в XVIII столітті.
- Парафіяльна церква св. Стефана. Побудована в стилі бароко в XVIII столітті
- Монастирська вежа. Побудована в XIII столітті в стилі ранньої готики, єдина збережена будова францисканського монастиря.
- Кам'яний міст. Побудований в XIX столітті.
- Купальні на джерелах термальних вод.